# Guy Deslauriers
Guy Deslauriers est un réalisateur français originaire de la Martinique.

## Biographie
Né à Aubagne, il effectue plusieurs stages à Fort-de-France et devient stagiaire à la mise en scène sur le film Rue des Cases-Nègres en 1982. Il revient à Paris en 1983, et après plusieurs films en tant qu'assistant réalisateur il se lance dans la réalisation pour la télévision et le cinéma. Il tente d'explorer l'identité antillaise, notamment avec son film Biguine, qui est sélectionné à Toronto et au Sundance festival.

## Filmographie
- 1987 : Quiproquo (court-métrage)
- 1989 : Les Oubliés de la liberté
- 1992 : Sorciers
- 1993 : L'Exil du roi Béhanzin
- 1995 : Raphaël Elizé
- 1999 : Passage du milieu
- 2004 : Biguine
- 2008 : Aliker